# Monotherapie
Monotherapie ist eine medizinische Behandlung mit einem einzelnen Therapieprinzip. Meist ist das die Behandlung mit einem Medikament, das nur eine Wirksubstanz enthält. Eine Kombinationstherapie arbeitet dagegen mit Medikamenten mit zwei oder mehr Wirksubstanzen.
Der Vorteil einer Monotherapie ist die Möglichkeit der gezielteren Behandlung einer Krankheit, wogegen die Kombinationstherapie eine breitere Wirkung zeigen soll.
Nicht immer reicht eine Monotherapie zur Erreichung von Therapiezielen aus. Dann werden in der Regel mehrere Wirkstoffe kombiniert (als freie Kombination von einzelnen Wirkstoffen oder als sogenannte Single-Pills).
Übliche Monotherapien sind beispielsweise:
- Penicillin (Antibiotikum) bei Streptokokken und Pneumokokken
- Amoxicillin bei Escherichia coli oder Haemophilus influenzae
- Acetylsalicylsäure (ASS) bei Kopfschmerzen